# Лівен Сендс
Лівен Сендс  (англ. Leevan Sands; нар. 16 серпня 1981, Нассау) — багамський легкоатлет, олімпійський медаліст.

## Виступи на Олімпіадах
| Олімпіада   | Дисципліна        | Місце             |
| ----------- | ----------------- | ----------------- |
| Афіни 2004  | потрійний стрибок | 27 (кваліфікація) |
| Пекін 2008  | потрійний стрибок | 3                 |
| Лондон 2012 | потрійний стрибок | 5                 |
| Ріо 2016    | потрійний стрибок | 18 (кваліфікація) |